# Cyathostegia
Cyathostegia es un género de plantas con flores  perteneciente a la familia Fabaceae. Comprende 3 especies descritas y de estas, solo 2 aceptadas.

## Taxonomía
El género fue descrito por (Benth.) Schery y publicado en Annals of the Missouri Botanical Garden 37(3): 401. 1950.

## Especies aceptadas
A continuación se brinda un listado de las especies del género Cyathostegia aceptadas hasta julio de 2014, ordenadas alfabéticamente. Para cada una se indica el nombre binomial seguido del autor, abreviado según las convenciones y usos.	
- Cyathostegia matthewsii (Benth.) Schery
- Cyathostegia weberbaueri (Harms) Schery